# Saison 2019-2020 de l'Aviron bayonnais rugby pro
Cette page présente la saison 2019-2020 de l'Aviron bayonnais rugby pro en Top 14 et en challenge européen.

## Entraîneurs
- Yannick Bru : Responsable du secteur sportif
- Rémy Ladauge : Entraineur des arrières
- Joël Rey : Entraineur des avants
- Éric Artiguste : Consultant
- Jean-Philippe Bonrepaux : Consultant
- Ludovic Loustau : Préparateur physique

## La saison
La saison est marquée par une suspension du championnat à partir du 13 mars après le début de la propagation de la pandémie de Covid-19 en France. Le 30 avril, la LNR propose l'arrêt définitif du championnat, après une réunion extraordinaire organisée la veille avec tous les membres du bureau exécutif et les présidents de clubs. Par conséquent, le titre national n'est pas attribué et aucune promotion, ni relégation n'est promulguée, à l'issue de cette édition ; la décision est définitivement approuvée par le comité directeur de la LNR le 2 juin.

## Effectif 2019-2020
| Nom                                  | Poste            | Naissance                        | Nationalité sportive | Sélections (points marqués) | Dernier club                 | Arrivée au club (année) |
| ------------------------------------ | ---------------- | -------------------------------- | -------------------- | --------------------------- | ---------------------------- | ----------------------- |
| Ugo Boniface                         | Pilier           | 21 juillet 1998                  | France               | -                           | Formé au club                | 2017                    |
| Swan Cormenier                       | Pilier           | 18 janvier 1996                  | France               | -                           | Sporting Club Albigeois      | 2019                    |
| Jean-Baptiste de Clercq              | Pilier           | 23 février 1994                  | Belgique             | -                           | FC Oloron                    | 2019                    |
| Aretz Iguiniz                        | Pilier           | 3 juin 1983                      | France               | -                           | Formé au club                | 2005                    |
| Viliamu Afatia                       | Pilier           | 24 mai 1990                      | Samoa                | 15 (0)                      | Racing 92                    | 2019                    |
| Census Johnston                      | Pilier           | 6 mai 1981                       | Samoa                | 60 (20)                     | Racing 92                    | 2019                    |
| Luc Mousset                          | Pilier           | 3 avril 1994                     | France               | -                           | Stade rochelais              | 2018                    |
| Toma'akino Taufa                     | Pilier           | 9 mars 1995                      | Tonga                | -                           | Formé au club                | 2016                    |
| Maxime Delonca                       | Talonneur        | 29 avril 1988                    | France               | -                           | US Dax                       | 2018                    |
| Maxime Lamothe                       | Talonneur        | 3 octobre 1998                   | France               | -                           | Union Bordeaux Bègles        | 2019                    |
| Torsten van Jaarsveld                | Talonneur        | 30 juin 1987                     | Namibie              | 13 (10)                     | Cheetahs Free State Cheetahs | 2018                    |
| Guillaume Ducat                      | Deuxième ligne   | 25 mai 1996                      | France               | -                           | Formé au club                | 2015                    |
| Mariano Galarza                      | Deuxième ligne   | 11 décembre 1986                 | Argentine            | 26 (0)                      | Union Bordeaux Bègles        | 2019                    |
| Adam Jaulhac                         | Deuxième ligne   | 31 janvier 1988                  | France               | -                           | Union Bordeaux Bègles        | 2016                    |
| Matthew "Mat" Luamanu                | Deuxième ligne   | 25 novembre 1988                 | Samoa                | 2 (0)                       | Harlequin Football Club      | 2019                    |
| Edwin Maka                           | Deuxième ligne   | 25 février 1993                  | Tonga                | -                           | Racing 92                    | 2019                    |
| Antoine Battut                       | Troisième ligne  | 1er janvier 1984                 | France               | -                           | Montpellier HR               | 2017                    |
| Bastien Bergounioux                  | Troisième ligne  | 18 juin 1996                     | France               | -                           | Formé au club                | 2018                    |
| Benjamin Collet                      | Troisième ligne  | 11 avril 1989                    | France               | -                           | RC Narbonne                  | 2018                    |
| Tom Darlet                           | Troisième ligne  | 6 août 1996                      | France               | -                           | Formé au club                | 2018                    |
| Arnaud Duputs                        | Troisième ligne  | 26 juillet 1995                  | France               | -                           | Formé au club                | 2015                    |
| André Gorin                          | Troisième ligne  | 30 novembre 198730 novembre 1987 | Roumanie             | 25 (15)                     | Rugby Club Massy Essonne     | 2019                    |
| Baptiste Heguy                       | Troisième ligne  | 11 mai 1998                      | France               | -                           | Formé au club                | 2017                    |
| Armandt Koster                       | Troisième ligne  | 20 janvier 1990                  | Afrique du Sud       | -                           | FC Grenoble                  | 2018                    |
| Matthew Luamanu                      | Troisième ligne  | 25 novembre 1988                 | Samoa                | 2 (0)                       | Harlequin Football Club      | 2019                    |
| Bidegain Mattin                      | Troisième ligne  | 20 octobre 1997                  | France               | -                           | Formé au club                | 2019                    |
| Jean Monribot                        | Troisième ligne  | 11 octobre 1987                  | France               | -                           | RC Toulon                    | 2019                    |
| Filimo Taofifenua                    | Troisième ligne  | 15 octobre 1993                  | France               | -                           | US Dax                       | 2018                    |
| Sione Tau                            | Troisième ligne  | 21 février 1989                  | Tonga                |                             | USA Perpignan                | 2019                    |
| Pieter-Jan van Lill                  | Troisième ligne  | 4 décembre 1983                  | Namibie              | 48(20)                      | US Dax                       | 2015                    |
| Guillaume Rouet                      | Demi de mêlée    | 13 août 1988                     | Espagne              | 26 (20)                     | Formé au club                | 2012                    |
| Michael Ruru                         | Demi de mêlée    | 3 décembre 1990                  | Nouvelle-Zélande     | -                           | Melbourne Rebels             | 2019                    |
| Emmanuel Saubusse                    | Demi de mêlée    | 23 novembre 1990                 | France               | -                           | Stade montois                | 2016                    |
| Hugo Zabalza                         | Demi de mêlée    | 12 avril 2000                    | France               | -                           | Formé au club                | 2019                    |
| Romain Barthélémy                    | Demi d'ouverture | 25 janvier 1990                  | France               | -                           | SC Albi                      | 2018                    |
| Thomas Dolhagaray                    | Demi d'ouverture | 21 mai 2000                      | France               | -                           | Formé au club                | 2019                    |
| Brandon Fajardo                      | Demi d'ouverture | 25 juin 1994                     | France               | -                           | Colomiers Rugby              | 2019                    |
| Maxime Lafage                        | Demi d'ouverture | 1er septembre 1994               | France               | -                           | Stade rochelais              | 2019                    |
| Manuel Ordas                         | Demi d'ouverture | 21 février 1998                  | France               | -                           | Formé au club                | 2017                    |
| Alofa Alofa                          | Centre           | 12 mars 1991                     | Samoa                | 8 (0)                       | Harlequin Football Club      | 2019                    |
| Malietoa Hingano                     | Centre           | 27 janvier 1992                  | Tonga                | 7 (15)                      | Stade Français Paris         | 2019                    |
| Peyo Muscarditz                      | Centre           | 2 janvier 1996                   | France               | -                           | Formé au club                | 2016                    |
| Yan Lestrade                         | Centre           | 21 mars 1997                     | France               | -                           | Formé au club                | 2017                    |
| Sean Robinson                        | Centre           | 2 novembre 1993                  | Afrique du Sud       | -                           | Racing 92                    | 2017                    |
| Rémy Baget                           | Ailier           | 27 juillet 1997                  | France               | -                           | Stade Toulousain             | 2018                    |
| Djibril Camara                       | Ailier           | 22 juin 1989                     | France               | 4 (0)                       | Stade français               | 2019                    |
| Arthur Duhau                         | Ailier           | 9 août 1997                      | France               | -                           | Formé au club                | 2017                    |
| Latu Fonomanu Latunipulu             | Ailier           | 15 décembre 1996                 | Australie            | -                           | Sydney Rays                  | 2019                    |
| Maile Mamao                          | Ailier           | 7 janvier 1996                   | Tonga                | 1 (0)-                      | Formé au club                | 2015                    |
| Guillaume Martocq                    | Ailier           | 23 août 1999                     | France               | -                           | Formé au club                | 2018                    |
| Johannes "Hansie" Petrus Graaff (en) | Arrière          | 10 septembre 1989                | Afrique du Sud       | -                           | Rugby Club Massy Essonne     | 2019                    |
| Aymeric Luc                          | Arrière          | 14 octobre 1997                  | France               | -                           | Formé au club                | 2018                    |
| Julien Tisseron                      | Arrière          | 12 août 1995                     | France               | -                           | Formé au club                | 2015                    |
| Setariki Tuicuvu                     | Arrière          | 7 septembre 1995                 | Fidji                |                             | ASM Clermont                 | 2020                    |

## Calendrier
| Date du match     | Domicile              | Extérieur             | Score (bonus)    | Lieu du match          | Catégorie             | Classement |
| ----------------- | --------------------- | --------------------- | ---------------- | ---------------------- | --------------------- | ---------- |
| 24 août 2019      | Racing 92             | Aviron bayonnais      | 17 - 24          | Paris La Défense Arena | 1re journée de Top 14 | 5          |
| 31 août 2019      | Aviron bayonnais      | ASM Clermont          | (BD) 30 - 34     | Stade Jean-Dauger      | 2e journée de Top 14  | 5          |
| 7 septembre 2019  | Stade français        | Aviron bayonnais      | 33 - 27          | Stade Jean-Bouin       | 3e journée de Top 14  | 7          |
| 14 septembre 2019 | Aviron bayonnais      | Castres olympique     | 27 - 17          | Stade Jean-Dauger      | 4e journée de Top 14  | 5          |
| 28 septembre 2019 | Aviron bayonnais      | Stade rochelais       | 23 - 22 (BD)     | Stade Jean-Dauger      | 4e journée de Top 14  | 4          |
| 5 octobre 2019    | SU Agen               | Aviron bayonnais      | (BD) 27 - 29     | Stade Armandie         | 6e journée de Top 14  | 3          |
| 12 octobre 2019   | Aviron bayonnais      | Montpellier HR        | 28 - 24 (BD)     | Stade Jean-Dauger      | 7e journée de Top 14  | 3          |
| 19 octobre 2019   | RC Toulon             | Aviron bayonnais      | 20 - 9           | Stade Mayol            | 8e journée de Top 14  | 3          |
| 9 novembre 2019   | Aviron bayonnais      | Section paloise       | (BD) 3 - 9       | Stade Jean-Dauger      | 9e journée de Top 14  | 4          |
| 1er décembre 2019 | Stade toulousain      | Aviron bayonnais      | (BO) 45 - 10     | Stade Ernest-Wallon    | 10e journée de Top 14 | 10         |
| 21 décembre 2019  | Aviron bayonnais      | CA Brive              | 6 - 6            | Stade Jean-Dauger      | 11e journée de Top 14 | 8          |
| 28 décembre 2019  | Lyon OU               | Aviron bayonnais      | (BO) 52 - 9      | Matmut Stadium Gerland | 12e journée de Top 14 | 11         |
| 4 janvier 2020    | Union Bordeaux Bègles | Aviron bayonnais      | (BO) 22 - 3      | Matmut Stadium Gerland | 13e journée de Top 14 | 11         |
| 26 janvier 2020   | Aviron bayonnais      | SU Agen               | (BD) 22 - 23     | Stade Jean-Dauger      | 14e journée de Top 14 | 10         |
| 15 février 2020   | Montpellier HR        | Aviron bayonnais      | 31 - 29 (BD)     | GGL Stadium            | 15e journée de Top 14 | 11         |
| 22 février 2020   | Aviron bayonnais      | Stade français        | 28 - 17          | Stade Jean-Dauger      | 16e journée de Top 14 | 11         |
| 29 février 2020   | Aviron bayonnais      | Stade toulousain      | 20 - 10          | Stade Jean-Dauger      | 17e journée de Top 14 | 9          |
| 21 mars 2020      | Castres olympique     | Aviron bayonnais      | N'a pas été joué | Stade Pierre-Fabre     | 18e journée de Top 14 | -          |
| 28 mars 2020      | Aviron bayonnais      | Racing 92             | N'a pas été joué | Stade Jean-Dauger      | 19e journée de Top 14 | -          |
| avril 2020        | Section paloise       | Aviron bayonnais      | N'a pas été joué | Stade du Hameau        | 20e journée de Top 14 | -          |
| avril 2020        | ASM Clermont          | Aviron bayonnais      | N'a pas été joué | Stade Marcel-Michelin  | 21e journée de Top 14 | -          |
| avril 2020        | Aviron bayonnais      | Union Bordeaux Bègles | N'a pas été joué | Stade Jean-Dauger      | 22e journée de Top 14 | -          |
| mai 2020          | Stade rochelais       | Aviron bayonnais      | N'a pas été joué | Stade Marcel-Deflandre | 23e journée de Top 14 | -          |
| mai 2020          | Aviron bayonnais      | RC Toulon             | N'a pas été joué | Stade Jean-Dauger      | 24e journée de Top 14 | -          |
| mai 2020          | CA Brive              | Aviron bayonnais      | N'a pas été joué | Stade Amédée-Domenech  | 25e journée de Top 14 | -          |
| juin 2020         | Aviron bayonnais      | Lyon OU               | N'a pas été joué | Stade Jean-Dauger      | 26e journée de Top 14 | -          |

### Phase qualificative: classement final au1ermars 2020
| Rang | Club                  | J  | V  | N | D  | Bo | Bd | Pm  | Pe  | Diff | Pts |
| ---- | --------------------- | -- | -- | - | -- | -- | -- | --- | --- | ---- | --- |
| 1    | Union Bordeaux Bègles | 17 | 13 | 1 | 3  | 6  | 1  | 475 | 317 | +158 | 61  |
| 2    | Lyon OU               | 17 | 12 | 0 | 5  | 5  | 0  | 463 | 304 | +159 | 53  |
| 3    | Racing 92 (P)         | 17 | 9  | 1 | 7  | 5  | 3  | 451 | 324 | +127 | 46  |
| 4    | RC Toulon             | 17 | 9  | 2 | 6  | 3  | 1  | 386 | 334 | +52  | 44  |
| 5    | Stade rochelais       | 17 | 9  | 0 | 8  | 3  | 3  | 370 | 377 | -7   | 42  |
| 7    | ASM Clermont          | 17 | 10 | 0 | 7  | 1  | 0  | 423 | 415 | +8   | 41  |
| 8    | Stade toulousain (T)  | 17 | 8  | 1 | 8  | 4  | 2  | 368 | 331 | +37  | 40  |
| 6    | Montpellier HR        | 17 | 6  | 3 | 8  | 2  | 5  | 404 | 390 | +14  | 37  |
| 10   | Castres olympique     | 17 | 7  | 0 | 10 | 3  | 2  | 392 | 460 | -68  | 33  |
| 9    | CA Brive              | 17 | 7  | 1 | 9  | 1  | 2  | 364 | 439 | -75  | 33  |
| 11   | Aviron bayonnais (P)  | 17 | 7  | 1 | 9  | 0  | 3  | 327 | 409 | -82  | 33  |
| 12   | Section paloise       | 17 | 6  | 0 | 11 | 0  | 4  | 334 | 414 | -80  | 28  |
| 14   | SU Agen               | 17 | 5  | 1 | 11 | 0  | 4  | 323 | 404 | -81  | 26  |
| 13   | Stade français Paris  | 17 | 5  | 1 | 11 | 0  | 3  | 328 | 488 | -160 | 25  |

### Challenge européen
Dans le Challenge européen, l'Aviron bayonnais fait partie de la poule 2 et est opposée aux Français du RC Toulon, aux Gallois des  Scarlets et aux Anglais des London Irish.
| - Aviron bayonnais - RC Toulon : 13 - 20 - London Irish - Aviron bayonnais : 45 - 31 - Aviron bayonnais - Scarlets : 11 - 20 | - Scarlets - Aviron bayonnais : 46 - 5 - Aviron bayonnais - London Irish : 27 - 10 - RC Toulon - Aviron bayonnais : 50 - 6 |

| Rang | Équipe           | J | V | N | D | Em | Ee | Bo | Bd | Pm  | Pe  | Diff | Pts |
| ---- | ---------------- | - | - | - | - | -- | -- | -- | -- | --- | --- | ---- | --- |
| 1    | RC Toulon        | 6 | 6 | 0 | 0 | 25 | 8  | 4  | 0  | 177 | 87  | +90  | 28  |
| 2    | Scarlets         | 6 | 4 | 0 | 2 | 17 | 10 | 2  | 1  | 149 | 90  | +59  | 19  |
| 3    | London Irish     | 6 | 1 | 0 | 5 | 16 | 23 | 1  | 2  | 122 | 174 | -52  | 7   |
| 4    | Aviron bayonnais | 6 | 1 | 0 | 5 | 12 | 27 | 2  | 1  | 93  | 190 | -97  | 7   |

Avec 1 victoire et 5 défaites, l'Aviron bayonnais termine 4e de la poule 2 et n'est pas qualifié pour les quarts de finale.

## Statistiques

### Championnat de France
Meilleurs réalisateurs
| Rang | Joueur | Poste | Points | Essais | Transf. | Pén. | Drops |
| ---- | ------ | ----- | ------ | ------ | ------- | ---- | ----- |
| 1    | -      | -     | -      | -      | -       | -    | -     |
| 2    | -      | -     | -      | -      | -       | -    | -     |
| 3    | -      | -     | -      | -      | -       | -    | -     |

Meilleurs marqueurs
| Rang | Joueur | Poste | Essais |
| ---- | ------ | ----- | ------ |
| 1    | -      | -     | -      |
| 2    | -      | -     | -      |
| 3    | -      | -     | -      |
| 4    | -      | -     | -      |
| 5    | -      | -     | -      |

### Challenge européen
Meilleurs réalisateurs
| Rang | Joueur | Poste | Points | Essais | Transf. | Pén. | Drops |
| ---- | ------ | ----- | ------ | ------ | ------- | ---- | ----- |
| 1    | -      | -     | -      | -      | -       | -    | -     |
| 2    | -      | -     | -      | -      | -       | -    | -     |
| 3    | -      | -     | -      | -      | -       | -    | -     |

Meilleurs marqueurs
| Rang | Joueur | Poste | Essais |
| ---- | ------ | ----- | ------ |
| 1    | -      | -     | -      |
| 2    | -      | -     | -      |
| 3    | -      | -     | -      |
| 4    | -      | -     | -      |
| 5    | -      | -     | -      |